# فریدریش وان اشمیت

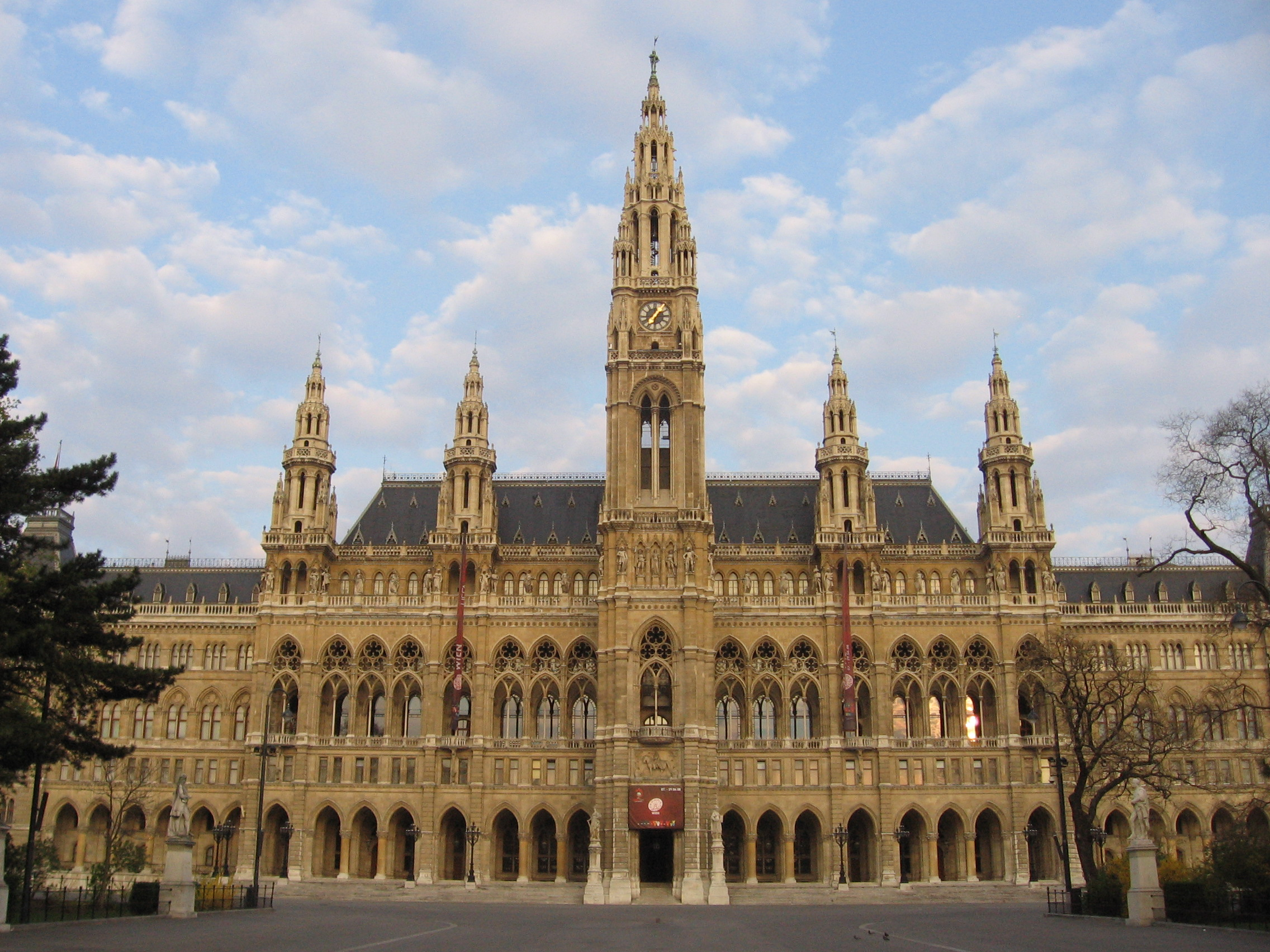

 فریدریش وان اشمیت (انگلیسی: Friedrich von Schmidt؛ ۲۲ اکتبر ۱۸۲۵ – ۲۳ ژانویهٔ ۱۸۹۱) یک معمار و مجسمه‌ساز اهل اتریش بود.